# Perna (uvala)
Perna je uvala na južnoj strani otoka Hvara, oko 2 km udaljena od mjesta Sućurja.

## Vanjske poveznice
- Fotogalerija uvala Perna
- Sućuraj, otok Hvar